# 珀卢斯
珀卢斯（法語：Pelouse，法語發音：[pəluz] ⓘ）是法国洛泽尔省的一个市镇，位于该省中部，属于芒德区。

## 地理
珀卢斯（44°34'7"N, 3°37'0"E）面积32.98 平方千米，位于法国奧克西塔尼大區洛泽尔省，该省份为法国南部内陆省份，北起上盧瓦爾省和康塔爾省，西接阿韦龙省，南至加尔省，东临阿尔代什省。
与珀卢斯接壤的市镇（或旧市镇、城区）包括：阿尔藏克德朗东、洛贝尔、阿朗、沙德内、圣埃莱娜、巴达鲁、勒博恩。

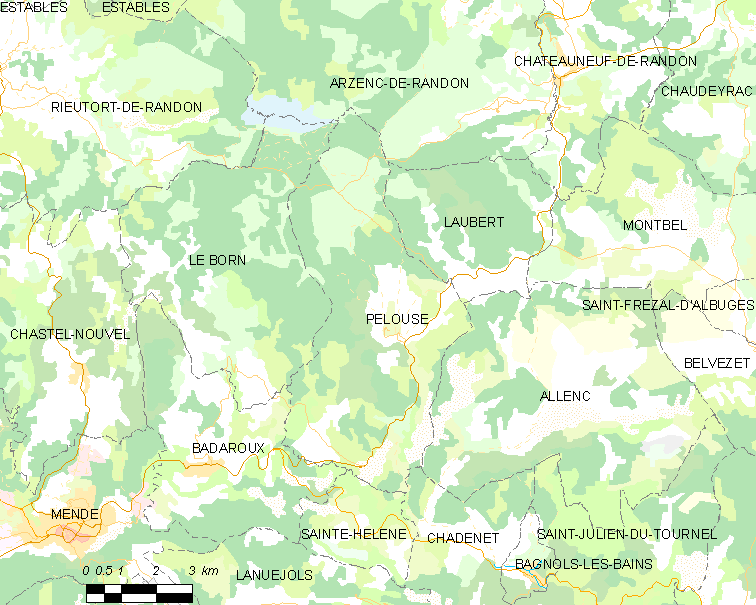
珀卢斯的OSM定位图

珀卢斯的时区为UTC+01:00、UTC+02:00（夏令时）。

## 行政
珀卢斯的邮政编码为48000，INSEE市镇编码为48111。

## 政治
珀卢斯所属的省级选区为格朗里约县。

## 人口

1962-2008年间珀卢斯人口变化图示

珀卢斯于2022年1月1日时的人口数量为229人。